# هایم هاوزن
هایم هاوزن (به آلمانی: Haimhausen) یک شهر در آلمان است که در بایرن واقع شده‌است.

## خصوصیات
هایم هاوزن ۲۶٫۷۳ کیلومترمربع مساحت دارد ۴۸۷ متر بالاتر از سطح دریا واقع شده‌است.